# Hrabstwo Presque Isle
Presque Isle – hrabstwo w stanie Michigan w USA. Siedzibą hrabstwa jest Rogers City.

## Miasta
- Onaway
- Rogers City

## Wioski
- Millersburg
- Posen
- Presque Isle Harbor (CDP)

## Hrabstwo Presque Isle graniczy z następującymi hrabstwami
- północ – hrabstwo Chippewa
- południowy wschód – hrabstwo Alpena
- południowy zachód – hrabstwo Montmorency
- zachód – hrabstwo Cheboygan
- północny zachód – hrabstwo Mackinac